# 手槍握把

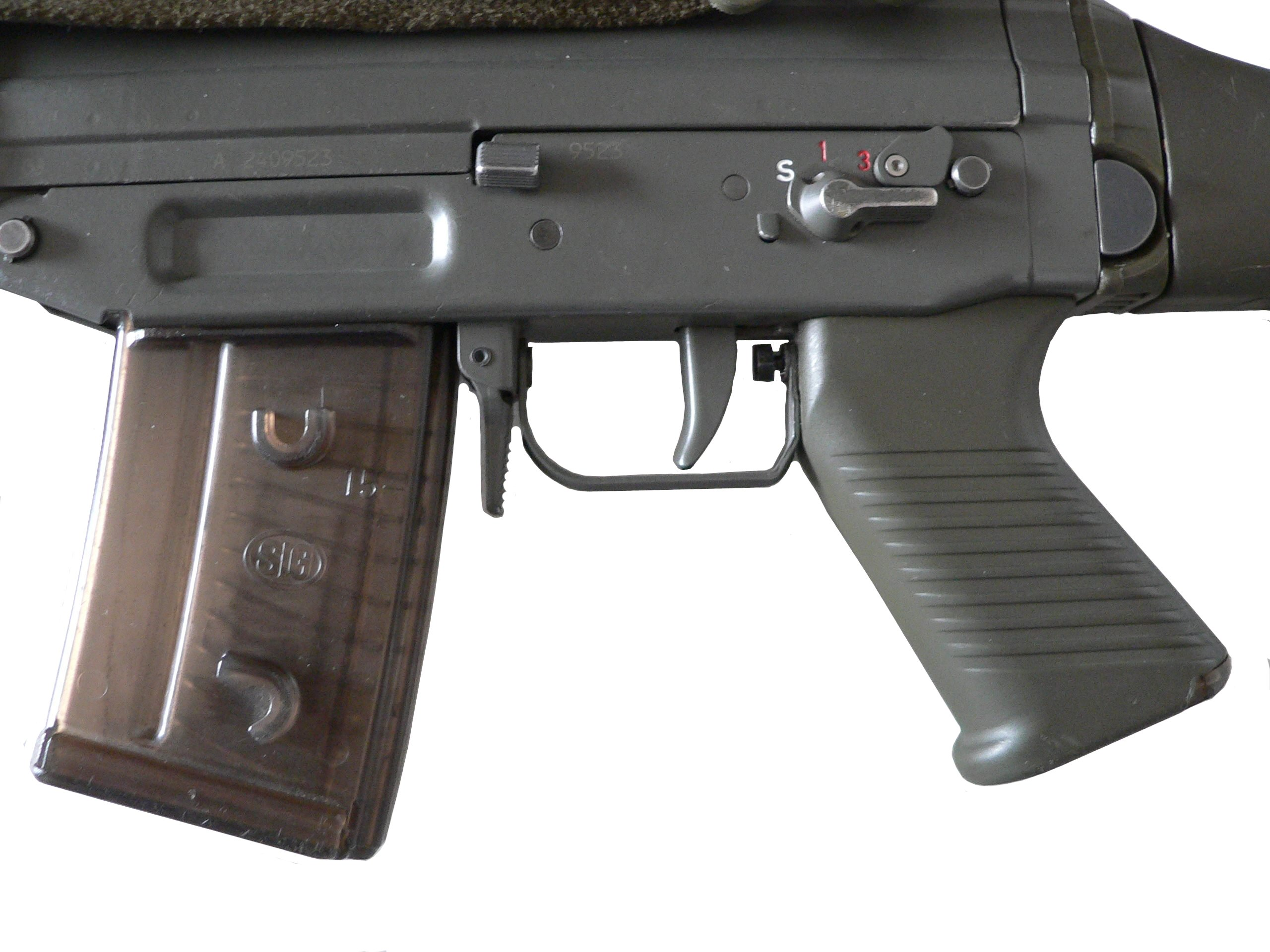
SIG SG 550突擊步槍的手槍握把（右方）

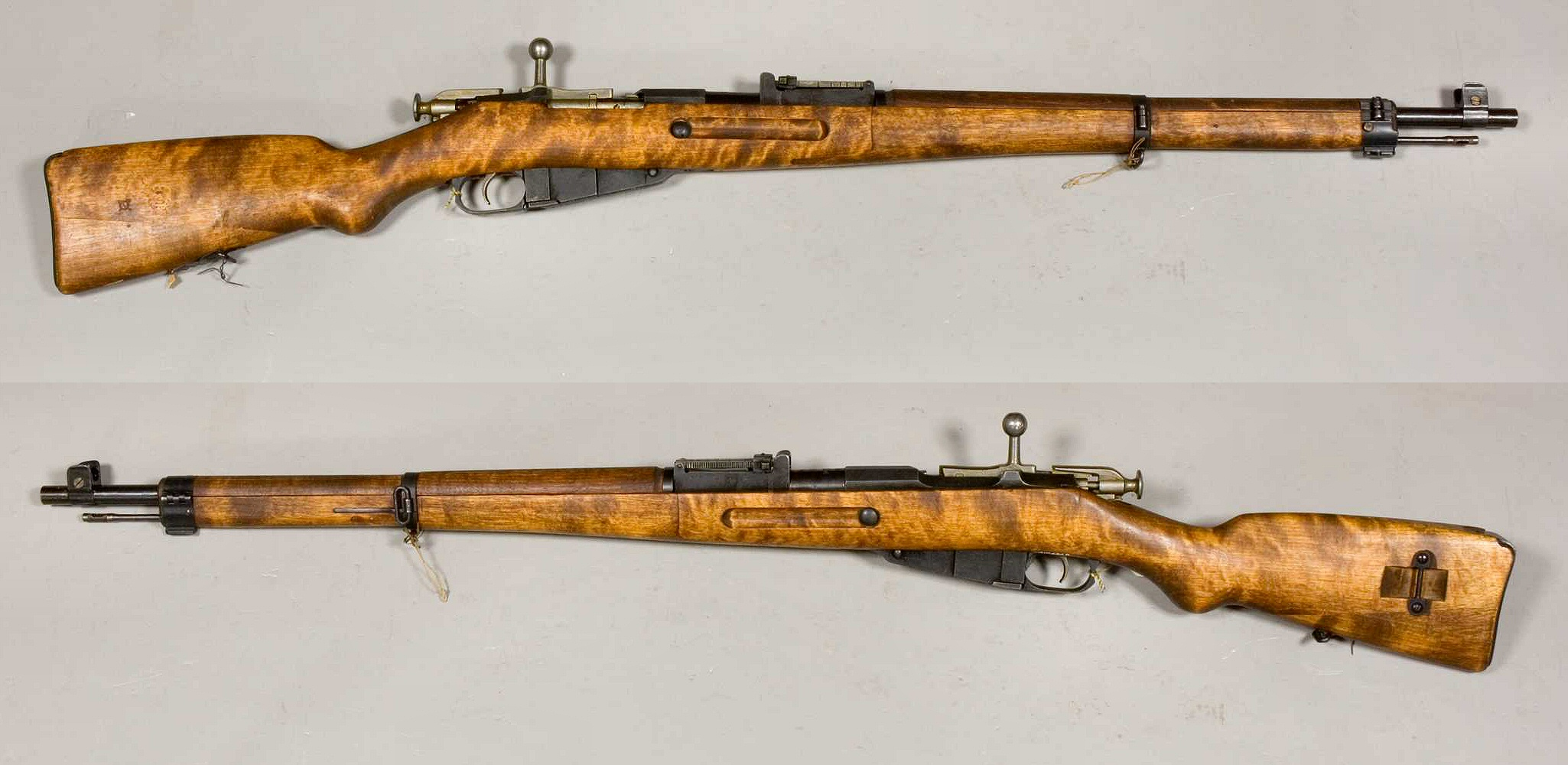
芬蘭莫辛-納甘步槍M39型的連槍托式“半手槍握把”

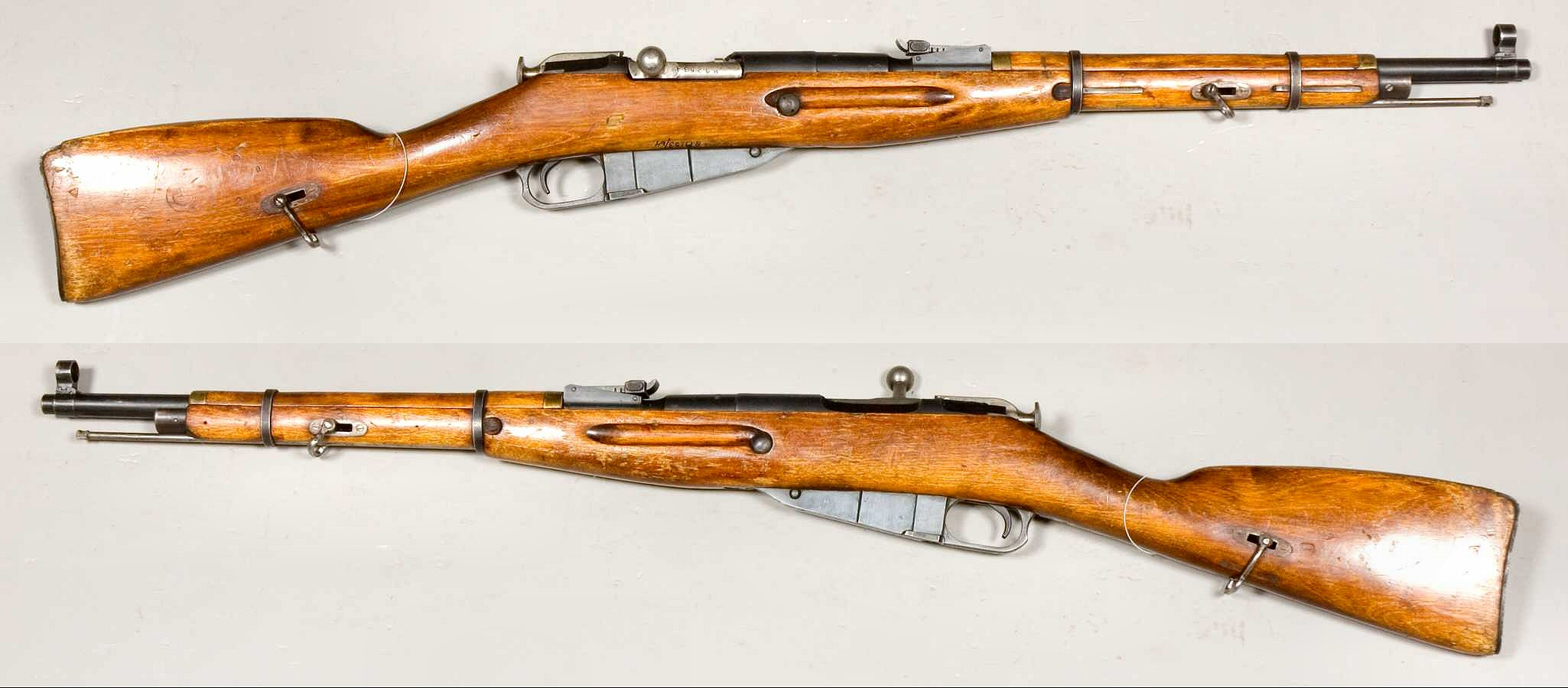
不具備手槍握把，而是連槍托式直握把的莫辛-納甘M38卡賓槍

手槍握把（英語：Pistol grip）是一種外形突出的握把，通常安裝在槍械或工具的運作機構下方，用途是讓使用者的慣用手能夠以更垂直的角度握持，就像握持一把常見的現代手槍一樣。
一般採用傳統設計的步槍或散彈槍是不具備手槍握把的，它們通常具備一個與木製槍托一體化的握把，而大部份新型自動步槍和衝鋒槍等火器則通常設有手槍握把。部份武器，如：湯普森衝鋒槍的早期型號還會在槍管或護木下方設有前置式手槍握把（前握把）以有助射手在射擊時抑制後座力。
手槍握把也可以具備多種額外功能，例如在半自動手槍和包絡式槍栓衝鋒槍上用來安裝彈匣，或用作儲存小型工具等。有部份槍械，如芬蘭製Kk 62輕機槍是使用手槍握把來上膛。
手槍握把在美國的槍械法例上被定義為一種特徵。在手槍上加裝前握把是受到全國槍械法所限制。部份與槍托並非一體化的手槍握把在部份州份也受到當地法律和目前已過期失效的《聯邦攻擊武器禁令》所規管。
一些工具，如電鑽和釘槍等也具備手槍握把。